# Zgromadzenie Sióstr Najświętszej Rodziny z Nazaretu

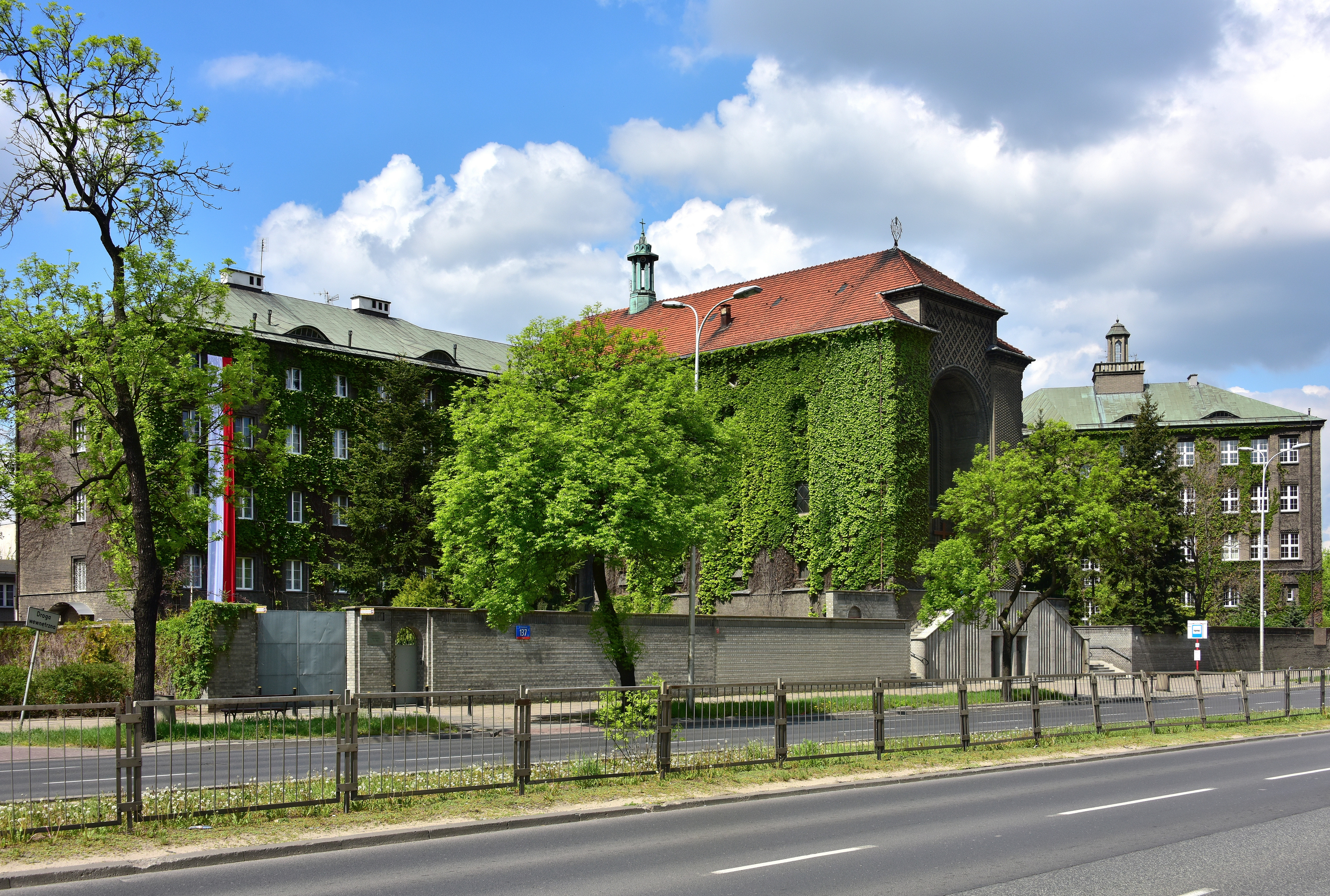
Siedziba prowincji warszawskiej z kościołem św. Józefa Oblubieńca przy ul. Czerniakowskiej 137 w Warszawie

Zgromadzenie Sióstr Najświętszej Rodziny z Nazaretu (potocznie Nazaretanki, skrót CSFN) (Congregatio Sororum Sacrae Familiae de Nazareth) – żeńskie katolickie zgromadzenie zakonne założone przez Franciszkę Siedliską.

## Duchowość zgromadzenia
Duchowość nazaretańska jest zakorzeniona w ewangelicznym przesłaniu miłości i wyrażona uważnym wsłuchiwaniem się w głos Boga mówiącego przez osoby i wydarzenia codziennego życia oraz przeżywana w ludzkich doświadczeniach każdego dnia. Najświętsza Rodzina z Nazaretu jest wzorem, który inspiruje siostry pięknem zwyczajnego życia przeżywanego w głębokiej wierze i zażyłości z Jezusem, Bogiem obecnym w każdym człowieku. Duchowość Zgromadzenia, w pełni osadzona w ludzkim doświadczeniu, jest mistyką zwyczajności, drogą życia kontemplatywnego, dzięki któremu stopniowo i coraz pełniej siostry potrafią odkrywać i wskazywać innym ukrytą twarz Boga oraz głosić światu Królestwo Bożej Miłości.

## Historia

### Okres II wojny światowej
28 sióstr z Grodna i Wilna wywiezionych na Syberię, przeszło szlak z Armią Generała Władysława Andersa, opiekując się „tułaczymi dziećmi” najpierw w Afryce, a następnie zakładając dla nich szkołę w Pitsfordzie (Anglia).
1 sierpnia 1943 roku, w Nowogródku, 11 nazaretanek zginęło męczeńską śmiercią z rąk Niemców, oddając życie za aresztowanych ojców rodzin. W klasztorze nazaretanek w Kaliszu Niemcy utworzyli w 1942 roku ośrodek germanizacyjny dla dzieci polskich, uprzednio wywożąc z niego siostry do obozu pracy w Bojanowie.
5 marca 2000 roku Męczennice z Nowogródka zostały beatyfikowane w Rzymie przez Jana Pawła II. Obecnie trwa proces beatyfikacyjny jedynej ocalałej z tej wspólnoty siostry – Sługi Bożej S. Małgorzaty Banaś.
Dom prowincjalny przy ul. Czerniakowskiej 137 w Warszawie spełniał szczególną rolę w czasie okupacji i powstania warszawskiego. Był miejscem tajnego nauczania, terenem walk, siedzibą sztabu dowódczego Zgrupowania Pułku Baszta, szpitalem (dla żołnierzy niemieckich i węgierskich oraz dla chorych ze Szpitala Ujazdowskiego). Zorganizowano w nim także kuchnię dla uchodźców (RGO).

## Działalność
Zgromadzenie angażuje się w różne formy działalności apostolskiej w Kościele, szczególnie poprzez posługę rodzinom w 13 krajach, Polska, Stany Zjednoczone, Rosja, Białoruś, Ukraina, Kazachstan, Australia, Filipiny, Francja, Italia, Anglia, Izrael i od września 2012, Ghana.
W Polsce jest 840 osób zakonnych które mieszkają w 80 wspólnotach podzielonych administracyjnie na dwie prowincje:

## Struktura zgromadzenia
168 wspólnot wchodzących w skład 7 prowincji:
1. Prowincja warszawska
2. Prowincja krakowska
3. Prowincja amerykańska
4. Prowincja europejska (UK, Francja, Włochy)
5. Prowincja australijska
6. Prowincja filipińska
7. Prowincja na Białorusi

### Stowarzyszenie Najświętszej Rodziny
Do Stowarzyszenia mogą należeć rodziny oraz pełnoletnie osoby indywidualne, które pragną włączyć się w charyzmat i misję Sióstr Nazaretanek wobec rodziny poprzez aktywny udział w formacji i apostolstwie Stowarzyszenia.

## Habit
Najpopularniejszy strój to czarny habit z białym kołnierzykiem i czarny welon z białą wypustką (inne dozwolone kolory habitu to: biały i szary), na habicie srebrny krzyż, po ślubach wieczystych siostry noszą obrączkę. W różnych krajach można spotkać jeszcze inny rodzaj stroju nazaretańskiego, który także jest zatwierdzony przez Zgromadzenie.